# Tambours Have
Tambours Have er en have, der ligger på Bredmosevej 21 i Øse ved Sig nær Varde. Den blev grundlagt af Gerhard Tambour i 1942.

## Historie
Skræddermester Gerhard Tambour fra Esbjerg lejede i 1939 et stykke natur ved Karlsgårde Sø.
Jorden, der var meget sandet, havde kun den fordel, at der var meget vand fra sammenfletningen af Ansager Kanal og Holme Kanal der går til Karlsgårde Sø. Ansager Kanal og Holme Kanal er en kunstig kanal, et sammenløb af Ansager Å, Grindsted Å, Holme Å og Varde Å, der skulle fylde Karlsgårde Sø med vand. 
I 1942 købte han det første stykke jord og opførte et mindre sommerhus på stedet. Haven var i 1939 på bare 1000 m2, i dag fylder haven 25.000 m2.
Det danske klima har ikke tilladt omplantning af tropeskov, men det er lykkedes at få eksotiske planter fra varmere himmelstrøg til at slå rod.
Driften af haven blev ved Gerhard Tambours død overtaget af den daværende Helle kommune. Ved kommunesammenlægningen i 2007 blev Helle Kommune lagt sammen med Varde kommune, der i dag står som ejere af Tambours Have.